# Labretonie
Labretonie är en kommun i departementet Lot-et-Garonne i regionen Nouvelle-Aquitaine i sydvästra Frankrike. Kommunen ligger i kantonen Castelmoron-sur-Lot som tillhör arrondissementet Marmande. År 2022 hade Labretonie 169 invånare.

## Befolkningsutveckling
Antalet invånare i kommunen Labretonie
| Referens: INSEE |